# Land uden brød
Land uden brød (Las Hurdes: Tierra Sin Pan) er en spansk stumfilm fra 1933 instrueret ved surrealisten Luis Buñuel.
Buñuel brugte uddrag af Johannes Brahms' 4. symfoni i filmen. I 1935 indspilledes en taleversion i Paris ved skuespilleren Abel Jacquin, der interesseløst taler indover scenerne.

## Handling
Filmen tager udgangspunkt i den spanske egn Las Hurdes, på daværende tidspunkt så fattigt, at de tilsyneladende ikke havde kendskab til brød. De optjente penge ved at påtage sig forældreløse børn, som regeringen udbetalte en sum for.
Buñuel lavede filmen efter at have læst de etnografiske beskrivelser i Maurice Legendres Las Jurdes: étude de géographie humaine (1927). Buñuels tilgang er ofte surrealistisk og kaldt en af verdens første mockumentarys.
Buñuel skal til optagelsesbrug for at provokere seerne blandt andet have ladet en bjergged falde fra en klippe og indsmurt et æsel i honning, for at lade det blive stukket ihjel af bier. Filmen blev forbudt imellem 1933-36.

## Eksterne referencer
- Imdb: Imdb.
- Rotten Tomatoes: Rotten Tomatoes: "Land without bread".